# YMGM-157

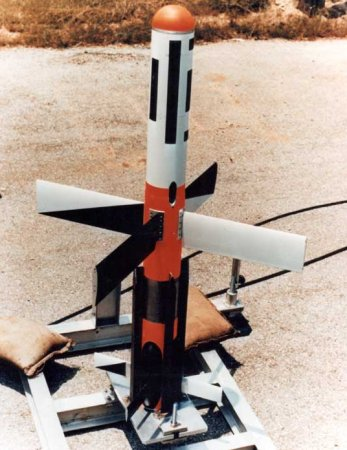
YMGM-157B

YMGM-157は、1980年代から1990年にかけてアメリカ陸軍のために開発された光ファイバーを使用する長射程の誘導ミサイル (EFOGM：Enhanced Fiber Optic Guided Missile)である。製造は、レイセオンにより行われた。
ミサイルは垂直に発射され、射手によって先端部に搭載されたテレビカメラを使用して手動で誘導される。カメラからの信号は細い光ファイバーを介して地上局へ伝送され、光ファイバーの長さで射程は制限される。兵器は当初、対戦車や低高度で飛行するヘリコプター用として設計された。